# Виборчий округ 58
Виборчий округ 58 — виборчий округ в Донецькій області. В сучасному вигляді був утворений 28 квітня 2012 постановою ЦВК №82 (до цього моменту існувала інша система виборчих округів). Окружна виборча комісія цього округу розташовується в міському Палаці культури "Молодіжний" за адресою м. Маріуполь, вул. Харлампіївська, 17/25.
До складу округу входять Приморський і Центральний райони міста Маріуполь. Виборчий округ 58 межує з округом 60 на заході, з округом 57 на півночі і на сході та обмежений узбережжям Азовського моря на півдні. Виборчий округ №58 складається з виборчих дільниць під номерами 142227-142296 та 142412-142439.

## Народні депутати від округу
| Ім'я                      | Фото | Партія           | Скликання | Дата набуття повноважень | Дата припинення повноважень |
| ------------------------- | ---- | ---------------- | --------- | ------------------------ | --------------------------- |
| Білий Олексій Петрович    |      | Партія регіонів  | 7-ме      | 12 грудня 2012           | 27 листопада 2014           |
| Тарута Сергій Олексійович |      | самовисуванець   | 8-ме      | 27 листопада 2014        | 29 серпня 2019              |
| Магера Сергій Васильович  |      | Опозиційний блок | 9-те      | 29 серпня 2019           |                             |

## Результати виборів

### Парламентські

#### 2019
Кандидати-мажоритарники:
- Магера Сергій Васильович (Опозиційний блок)
- Романюк Віктор Валерійович (Слуга народу)
- Рибачук Валентин Леонідович (Опозиційна платформа — За життя)
- Бородін Максим Володимирович (Сила людей)
- Мирошниченко Владислав Вікторович (Наш край)
- Ярошенко Олександр Олександрович (Батьківщина)
- Сташенко Єгор Олександрович (Європейська Солідарність)
- Онацький Валерій Анатолійович (самовисування)
- Требухов Антон Ігорович (самовисування)
- Дьяконов Андрій Петрович (самовисування)
- Однорог Галина Геннадіївна (самовисування)
- Брижан Тетяна Михайлівна (самовисування)
- Коноп Антон Георгійович (самовисування)
- Дубовий Артем Владиславович (Свобода)
- Муратов Тадеуш Олександрович (Патріот)
- Ліпіріді Олексій Дмитрович (самовисування)
- Зорба Костянтин Георгійович (самовисування)
- Кожемякін Сергій Семенович (Разом сила)
- Рубан Ольга Михайлівна (самовисування)
- Мещеряков Олександр Олександрович (самовисування)
- Джамбулатов Руслан Адамович (самовисування)

#### 2014
Кандидати-мажоритарники:
- Тарута Сергій Олексійович (самовисування)
- Решетняк Ігор Миколайович (Блок Петра Порошенка)
- Бородін Максим Володимирович (самовисування)
- Левченко Валерій Іванович (самовисування)
- Маліков Сергій Валерійович (самовисування)
- Алтунін Валерій Володимирович (Сильна Україна)
- Андрущук Валерій Миколайович (Радикальна партія)
- Ярошенко Олександр Олександрович (Батьківщина)
- Чуфаров Данило Володимирович (самовисування)
- Ковба Віктор Іванович (Свобода)
- Акрибай Олександр Альбертович (самовисування)
- Мишко Андрій Миколайович (самовисування)
- Дубик Ігор Іванович (самовисування)
- Дробашко Андрій Миколайович (самовисування)
- Янатьєв Роман Анатолійович (самовисування)

#### 2012
Кандидати-мажоритарники:
- Білий Олексій Петрович (Партія регіонів)
- Дейнєс Віталій Геннадійович (Комуністична партія України)
- Решетняк Ігор Миколайович (Батьківщина)
- Асєєв Олег Анатолійович (УДАР)
- Красновський Сергій Борисович (Україна — Вперед!)
- Тіхонова Лілія Валентинівна (Радикальна партія)
- Конишев Геннадій Аркадійович (Народна партія)
- Гудзюк Сергій Степанович (Соціалістична партія України)

## Явка
Явка виборців на окрузі: